# Märdi (Otepää)
Märdi, znana również jako Mardi i Myardi – wieś położona w estońskiej gminie Otepää.

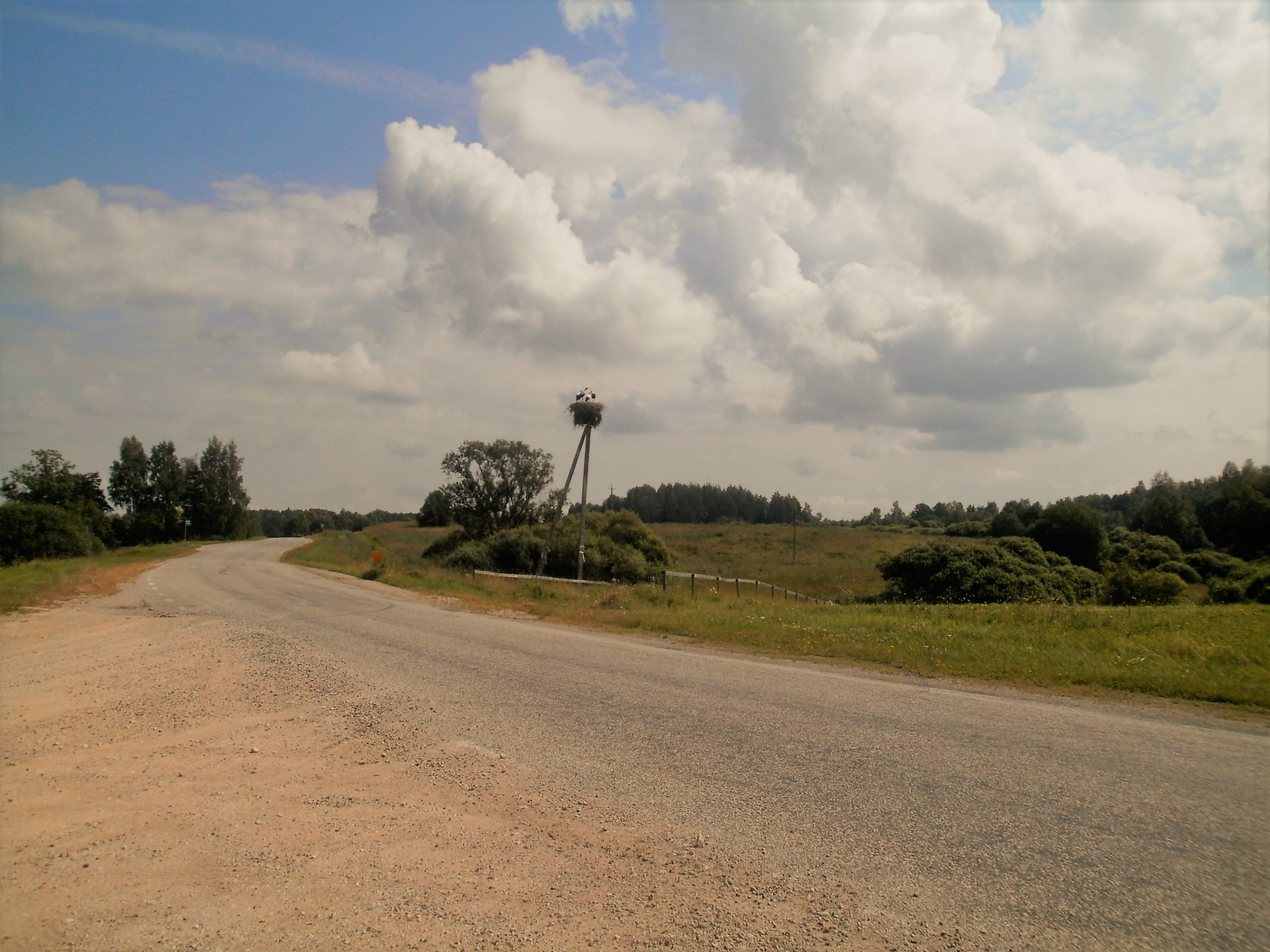
Droga ciągnąca się przez wieś Märdi do wsi Restu i Sihva

Według spisu ludności z 2021 roku wieś Kassiratta miała 27 mieszkańców.